# غاري وايت
غاري وايت (بالإنجليزية: Gary White) (25 يوليو 1974 ساوثهامبتون المملكة المتحدة - ) هو لاعب كرة قدم بريطاني يلعب كلاعب وسط.

## روابط خارجية
- غاري وايت على موقع قاعدة بيانات كرة القدم.إي يو (الإنجليزية)
- غاري وايت على موقع Soccerway.com (الإنجليزية)
- غاري وايت على موقع عالم كرة القدم.نت (الإنجليزية)